# Globe Life Park in Arlington
Globe Life Park in Arlington – stadion baseballowy w Arlington w stanie Teksas, na którym swoje mecze rozgrywa zespół Texas Rangers. 
Budowę obiektu rozpoczęto w kwietniu, a pierwszy mecz odbył się 11 kwietnia 1994, gdy Texas Rangers podejmowali Milwaukee Brewers. W 2014 obiekt nazwano Globe Life Park in Arlington. Poprzednio nosił nazwy: The Ballpark in Arlington (1994–2004), Ameriquest Field in Arlington (2005–2006), Rangers Ballpark in Arlington (2007–2013). W 1995 był areną Meczu Gwiazd MLB. Obiekt posiada 48 114 miejsc.
Rekordową frekwencję zanotowano 30 października 2010 podczas trzeciego meczu World Series pomiędzy Rangers a San Francisco Giants. Spotkanie obejrzało 52 419 widzów